# Oaxaca
Oaxaca [oachaka], oficiálně Estado Libre y Soberano de Oaxaca (do češtiny volně přeloženo jako Svobodný a suverénní stát Oaxaca) je jeden ze 31 států, které spolu s jedním federálním distriktem tvoří federativní republiku Mexiko. Na západě hraničí s Guerrerem, na severozápadě s Pueblou, na severu s Veracruzem, na východě s Chiapasem a na jihu od něho leží Tichý oceán.
V předhispánském období se na území Oaxacy vystřídalo několik mezoamerických kultur, nejvýznamnější z nich byli Zapotékové. Ve státě se nachází několik kulturních památek UNESCO – kromě historického jádra hlavního města Oaxaca de Juárez to jsou archeologické lokality Monte Albán, Yagul, Mitla a přilehlé jeskyně.

## Známí rodáci
- Benito Juárez – první indiánský prezident Mexika
- Porfirio Díaz – mexický prezident
- Juana Inés de la Cruz – řeholnice a básnířka ze 17. století